# Grand Prix automobile de Hongrie 1990
GP précédent GP suivant
Le Grand Prix automobile de Hongrie 1990 (Magyar Nagydíj), disputé sur le Hungaroring situé dans le village de Mogyoród près de Budapest en Hongrie le 12 août 1990, est la cinquième édition du Grand Prix, la 494e épreuve du championnat du monde de Formule 1 courue depuis 1950 et la dixième manche du championnat 1990.

## Préqualifications
Comme en Allemagne, les pilotes Ligier prennent les deux premières places lors de la session de préqualification du vendredi matin, avec Nicola Larini devant Philippe Alliot. Les deux autres préqualifiés sont les AGS de Yannick Dalmas et Gabriele Tarquini, à près de deux secondes des Ligier. C'est la première fois depuis le Grand Prix de France que les deux AGS passent les préqualifications.

### Classement des préqualifications
| Pos. | Pilote             | Voiture       | Chrono         | Écart      |
| ---- | ------------------ | ------------- | -------------- | ---------- |
| 1    | Nicola Larini      | Ligier-Ford   | 1 min 21 s 518 |            |
| 2    | Philippe Alliot    | Ligier-Ford   | 1 min 21 s 710 | + 0 s 192  |
| 3    | Yannick Dalmas     | AGS-Ford      | 1 min 23 s 227 | + 1 s 709  |
| 4    | Gabriele Tarquini  | AGS-Ford      | 1 min 23 s 406 | + 1 s 888  |
| 5    | Olivier Grouillard | Osella-Ford   | 1 min 23 s 582 | + 2 s 064  |
| 6    | Bertrand Gachot    | Coloni-Ford   | 1 min 23 s 670 | + 2 s 152  |
| 7    | Roberto Moreno     | Eurobrun-Judd | 1 min 24 s 386 | + 2 s 868  |
| 8    | Claudio Langes     | Eurobrun-Judd | 1 min 26 s 514 | + 4 s 996  |
| 9    | Bruno Giacomelli   | Life          | 1 min 41 s 431 | + 19 s 913 |

## Qualifications
Sur le sinueux Hungaroring, les Williams occupent la première ligne, Thierry Boutsen devançant Riccardo Patrese de 0,036 seconde. Il s'agit de la seule pole position de la carrière de Boutsen. Gerhard Berger est troisième devant son coéquipier Ayrton Senna tandis que le rival de Senna pour le championnat des pilotes, Alain Prost est huitième, derrière son coéquipier Nigel Mansell, Jean Alesi et Alessandro Nannini.
| Pos. | Pilote             | Écurie            | Qualifications 1 | Qualifications 2 | Écart  |
| ---- | ------------------ | ----------------- | ---------------- | ---------------- | ------ |
| 1    | Thierry Boutsen    | Williams-Renault  | 1:19.691         | 1:17.919         |        |
| 2    | Riccardo Patrese   | Williams-Renault  | 1:19.419         | 1:17.955         | +0.036 |
| 3    | Gerhard Berger     | McLaren-Honda     | 1:18.127         | 1:18.703         | +0.208 |
| 4    | Ayrton Senna       | McLaren-Honda     | 1:20.389         | 1:18.162         | +0.243 |
| 5    | Nigel Mansell      | Ferrari           | 1:18.739         | 1:18.719         | +0.800 |
| 6    | Jean Alesi         | Tyrrell-Ford      | 1:19.042         | 1:18.762         | +0.843 |
| 7    | Alessandro Nannini | Benetton-Ford     | 1:19.300         | 1:18.901         | +0.982 |
| 8    | Alain Prost        | Ferrari           | 1:20.309         | 1:19.029         | +1.110 |
| 9    | Nelson Piquet      | Benetton-Ford     | 1:21.109         | 1:19.453         | +1.534 |
| 10   | Andrea De Cesaris  | BMS Dallara-Ford  | 1:21.675         | 1:19.675         | +1.756 |
| 11   | Derek Warwick      | Lotus-Lamborghini | 1:21.154         | 1:19.839         | +1.920 |
| 12   | Éric Bernard       | Lola-Lamborghini  | 1:21.692         | 1:19.963         | +2.044 |
| 13   | Emanuele Pirro     | BMS Dallara-Ford  | 1:21.070         | 1:19.970         | +2.051 |
| 14   | Pierluigi Martini  | Minardi-Ford      | 1:21.242         | 1:20.197         | +2.278 |
| 15   | Satoru Nakajima    | Tyrrell-Ford      | 1:21.449         | 1:20.202         | +2.283 |
| 16   | Ivan Capelli       | Leyton House-Judd | 1:21.512         | 1:20.385         | +2.466 |
| 17   | Maurício Gugelmin  | Leyton House-Judd | 1:22.198         | 1:20.397         | +2.478 |
| 18   | Martin Donnelly    | Lotus-Lamborghini | 1:21.324         | 1:20.602         | +2.683 |
| 19   | Aguri Suzuki       | Lola-Lamborghini  | 1:21.577         | 1:20.619         | +2.700 |
| 20   | Stefano Modena     | Brabham-Judd      | 1:22.024         | 1:20.715         | +2.786 |
| 21   | Philippe Alliot    | Ligier-Ford       | 1:22.701         | 1:21.003         | +3.084 |
| 22   | Michele Alboreto   | Arrows-Ford       | 1:22.909         | 1:21.758         | +3.839 |
| 23   | Paolo Barilla      | Minardi-Ford      | 1:22.784         | 1:21.849         | +3.930 |
| 24   | Gabriele Tarquini  | AGS-Ford          | 1:23.827         | 1:21.964         | +4.045 |
| 25   | Nicola Larini      | Ligier-Ford       | 1:22.584         | 1:22.078         | +4.159 |
| 26   | Alex Caffi         | Arrows-Ford       | 1:22.986         | 1:22.126         | +4.207 |
| 27   | Yannick Dalmas     | AGS-Ford          | 1:23.116         | 1:22.263         | +4.344 |
| 28   | David Brabham      | Brabham-Judd      | 1:23.923         | 1:22.488         | +4.569 |
| 29   | JJ Lehto           | Onyx-Ford         | NC               | 1:22.647         | +4.728 |
| 30   | Gregor Foitek      | Onyx-Ford         | 1:24.361         | 1:24.863         | +6.442 |

## Course

### Déroulement de l'épreuve
Au départ, Boutsen conserve la tête tandis que Berger dépasse Patrese. Mansell et Alesi doublent Senna au premier virage tandis que de Cesaris dépasse les deux Benetton et Prost. Les quatre premiers creusent l'écart, Alesi ralentissant les voitures derrière lui. Nannini repasse de Cesaris mais le pilote de la Scuderia Italia se retire au 23e tour en raison d'une défaillance moteur. Senna double Alesi mais subit une crevaison qui le fait chuter à la dixième place. Nannini dépasse peu après le pilote Tyrrell et rattrape les quatre premiers, suivi de Prost.
Au 36e tour, Alesi percute Pierluigi Martini, les mettant tous deux hors course ; Prost abandonne au même moment en raison d'une défaillance de sa boîte de vitesses. À la mi-course, les cinq premiers sont Boutsen, Berger, Patrese, Mansell et Nannini ; Senna est remonté à la sixième place. Il dépasse Berger lorsque l'Autrichien s'arrête chausser des pneus neufs. Au 52e tour, Mansell tente de dépasser Patrese qui s'arrête quelques tours plus tard, retombant à la septième place, derrière Berger et Piquet. Au 64e tour, Senna percute Nannini en tentant de le doubler dans la chicane ; le pilote Benetton abandonne.
Au 72e tour, Berger tente une manœuvre similaire sur Mansell, qui se solde par un double abandon. Boutsen et Senna ont désormais une demi-minute d'avance sur Piquet. Senna essaye de dépasser Boutsen, sans succès. Boutsen affirme que si la course avait duré plus longtemps, ses freins auraient probablement cédé. Piquet termine quatre secondes devant Patrese ; suivent Derek Warwick et Éric Bernard dans la Lola.
Senna creuse l'écart sur Prost au championnat des pilotes avec dix points d'avance. McLaren renforce également son avance au championnat des constructeurs avec 83 points contre 57 pour Ferrari, suivis de Williams à 42 et Benetton à 35.

### Classement de la course
| Pos. | No | Pilote             | Écurie            | Tours | Temps/Abandon     | Grille | Points |
| ---- | -- | ------------------ | ----------------- | ----- | ----------------- | ------ | ------ |
| 1    | 5  | Thierry Boutsen    | Williams-Renault  | 77    | 1:49:30.597       | 1      | 9      |
| 2    | 27 | Ayrton Senna       | McLaren-Honda     | 77    | + 0.288           | 4      | 6      |
| 3    | 20 | Nelson Piquet      | Benetton-Ford     | 77    | + 27.893          | 9      | 4      |
| 4    | 6  | Riccardo Patrese   | Williams-Renault  | 77    | + 31.833          | 2      | 3      |
| 5    | 11 | Derek Warwick      | Lotus-Lamborghini | 77    | + 1:14.244        | 11     | 2      |
| 6    | 29 | Éric Bernard       | Lola-Lamborghini  | 77    | + 1:24.308        | 12     | 1      |
| 7    | 12 | Martin Donnelly    | Lotus-Lamborghini | 76    | + 1 tour          | 18     |        |
| 8    | 15 | Mauricio Gugelmin  | Leyton House-Judd | 76    | + 1 tour          | 17     |        |
| 9    | 10 | Alex Caffi         | Arrows-Ford       | 76    | + 1 tour          | 26     |        |
| 10   | 21 | Emanuele Pirro     | BMS Dallara-Ford  | 76    | + 1 tour          | 13     |        |
| 11   | 25 | Nicola Larini      | Ligier-Ford       | 76    | + 1 tour          | 25     |        |
| 12   | 9  | Michele Alboreto   | Arrows-Ford       | 75    | + 2 tours         | 22     |        |
| 13   | 17 | Gabriele Tarquini  | AGS-Ford          | 74    | + 3 tours         | 24     |        |
| 14   | 26 | Philippe Alliot    | Ligier-Ford       | 74    | + 3 tours         | 21     |        |
| 15   | 24 | Paolo Barilla      | Minardi-Ford      | 74    | + 3 tours         | 23     |        |
| 16   | 28 | Gerhard Berger     | McLaren-Honda     | 72    | Accrochage        | 3      |        |
| 17   | 2  | Nigel Mansell      | Ferrari           | 71    | Accrochage        | 5      |        |
| Abd. | 19 | Alessandro Nannini | Benetton-Ford     | 64    | Accrochage        | 7      |        |
| Abd. | 16 | Ivan Capelli       | Leyton House-Judd | 56    | Boîte de vitesses | 16     |        |
| Abd. | 30 | Aguri Suzuki       | Lola-Lamborghini  | 37    | Moteur            | 19     |        |
| Abd. | 1  | Alain Prost        | Ferrari           | 36    | Boîte de vitesses | 8      |        |
| Abd. | 4  | Jean Alesi         | Tyrrell-Ford      | 36    | Accrochage        | 6      |        |
| Abd. | 8  | Stefano Modena     | Brabham-Judd      | 35    | Moteur            | 20     |        |
| Abd. | 23 | Pierluigi Martini  | Minardi-Ford      | 35    | Accrochage        | 14     |        |
| Abd. | 22 | Andrea De Cesaris  | BMS Dallara-Ford  | 22    | Moteur            | 10     |        |
| Abd. | 3  | Satoru Nakajima    | Tyrrell-Ford      | 9     | Sortie de piste   | 15     |        |
| Nq.  | 18 | Yannick Dalmas     | AGS-Ford          |       |                   |        |        |
| Nq.  | 7  | David Brabham      | Brabham-Judd      |       |                   |        |        |
| Nq.  | 36 | Jyrki Järvilehto   | Monteverdi-Ford   |       |                   |        |        |
| Nq.  | 35 | Gregor Foitek      | Monteverdi-Ford   |       |                   |        |        |
| Npq. | 14 | Olivier Grouillard | Osella-Ford       |       |                   |        |        |
| Npq. | 31 | Bertrand Gachot    | Coloni-Ford       |       |                   |        |        |
| Npq. | 33 | Roberto Moreno     | Eurobrun-Judd     |       |                   |        |        |
| Npq. | 34 | Claudio Langes     | Eurobrun-Judd     |       |                   |        |        |
| Npq. | 39 | Bruno Giacomelli   | Life-Rocchi       |       |                   |        |        |

## Pole position et record du tour
- Pole position :  Thierry Boutsen (Williams-Renault) en 1 min 17 s 919 (vitesse moyenne : 183,328 km/h)[2].
- Meilleur tour en course :  Riccardo Patrese (Williams-Renault) en 1 min 22 s 058 au 14e tour (vitesse moyenne : 174,082 km/h)[3].

## Tours en tête
- Thierry Boutsen (Williams-Renault) : 77 tours (1-77)[4].

## Statistiques
- 3e victoire pour Thierry Boutsen ;
- 44e victoire pour Williams en tant que constructeur ;
- 24e victoire pour Renault en tant que motoriste.

## Classements généraux à l'issue de la course
| Pos. | Pilote             | Écurie            | Points |
| ---- | ------------------ | ----------------- | ------ |
| 1    | Ayrton Senna       | McLaren-Honda     | 54     |
| 2    | Alain Prost        | Ferrari           | 44     |
| 3    | Gerhard Berger     | McLaren-Honda     | 29     |
| 4    | Thierry Boutsen    | Williams-Renault  | 27     |
| 5    | Nelson Piquet      | Benetton-Ford     | 22     |
| 6    | Riccardo Patrese   | Williams-Renault  | 15     |
| 7    | Nigel Mansell      | Ferrari           | 13     |
| 8    | Alessandro Nannini | Benetton-Ford     | 13     |
| 9    | Jean Alesi         | Tyrrell-Ford      | 13     |
| 10   | Ivan Capelli       | Leyton House-Judd | 6      |
| 11   | Éric Bernard       | Lola-Lamborghini  | 5      |
| 12   | Derek Warwick      | Lotus-Lamborghini | 3      |
| 13   | Alex Caffi         | Arrows-Ford       | 2      |
| 14   | Stefano Modena     | Brabham-Judd      | 2      |
| 15   | Satoru Nakajima    | Tyrrell-Ford      | 1      |
| 16   | Aguri Suzuki       | Lola-Lamborghini  | 1      |

| Pos. | Écurie            | Points |
| ---- | ----------------- | ------ |
| 1    | McLaren-Honda     | 83     |
| 2    | Ferrari           | 57     |
| 3    | Williams-Renault  | 42     |
| 4    | Benetton-Ford     | 35     |
| 5    | Tyrrell-Ford      | 14     |
| 6    | Lola-Lamborghini  | 6      |
| 7    | Leyton House-Judd | 6      |
| 8    | Lotus-Lamborghini | 3      |
| 9    | Arrows-Ford       | 2      |
| 10   | Brabham-Judd      | 2      |